# UEFA 클럽 풋볼 어워드
UEFA 클럽 풋볼 어워드(UEFA Club Football Awards)는 유럽 축구 연맹(UEFA)이 수여하는 축구상 가운데 하나이다. 1998년부터 매년 유럽 클럽에서 뛰고 있는 선수 가운데 최고의 활약을 보여준 선수에게 수여하고 있다. 매년 8월에 시상식이 개최된다
처음에는 모나코에서 열리는 UEFA 슈퍼컵 특설 무대에서 개최되었지만 현재는 UEFA 챔피언스리그 조별 예선 추첨 행사와 함께 시상식이 개최되고 있다. 2009-10 시즌을 끝으로 한동안 폐지되었고 2010-11 시즌부터는 UEFA 올해의 선수가 대신했다. 2016-17 시즌부터 각 포지션별 최우수 선수에게 다시 수여하고 있다.

## 분야별 수상자

### 최우수 골키퍼상
| 시즌      | 이름                | 클럽                |
| --------- | ------------------- | ------------------- |
| 1997-98   | 페테르 슈마이켈     | 맨체스터 유나이티드 |
| 1998-99   | 올리버 칸           | 바이에른 뮌헨       |
| 1999-2000 | 올리버 칸           | 바이에른 뮌헨       |
| 2000-01   | 올리버 칸           | 바이에른 뮌헨       |
| 2001-02   | 올리버 칸           | 바이에른 뮌헨       |
| 2002-03   | 잔루이지 부폰       | 유벤투스            |
| 2003-04   | 비토르 바이아       | 포르투              |
| 2004-05   | 페트르 체흐         | 첼시                |
| 2005-06   | 옌스 레만           | 아스널              |
| 2006-07   | 페트르 체흐         | 첼시                |
| 2007-08   | 페트르 체흐         | 첼시                |
| 2008-09   | 에드빈 판 데르 사르 | 맨체스터 유나이티드 |
| 2009-10   | 줄리우 세자르       | 인테르나치오날레    |
| 2016-17   | 잔루이지 부폰       | 유벤투스            |
| 2017-18   | 케일러 나바스       | 레알 마드리드       |

### 최우수 수비수상
| 시즌      | 이름              | 클럽                |
| --------- | ----------------- | ------------------- |
| 1997-98   | 페르난도 이에로   | 레알 마드리드       |
| 1998-99   | 야프 스탐         | 맨체스터 유나이티드 |
| 1999-2000 | 야프 스탐         | 맨체스터 유나이티드 |
| 2000-01   | 로베르토 아얄라   | 발렌시아            |
| 2001-02   | 호베르투 카를루스 | 레알 마드리드       |
| 2002-03   | 호베르투 카를루스 | 레알 마드리드       |
| 2003-04   | 히카르두 카르발류 | 포르투              |
| 2004-05   | 존 테리           | 첼시                |
| 2005-06   | 카를레스 푸욜     | 바르셀로나          |
| 2006-07   | 파올로 말디니     | AC 밀란             |
| 2007-08   | 존 테리           | 첼시                |
| 2008-09   | 존 테리           | 첼시                |
| 2009-10   | 마이콩            | 인테르나치오날레    |
| 2016-17   | 세르히오 라모스   | 레알 마드리드       |
| 2017-18   | 세르히오 라모스   | 레알 마드리드       |

### 최우수 미드필더상
| 시즌      | 이름                | 클럽                |
| --------- | ------------------- | ------------------- |
| 1997-98   | 지네딘 지단         | 유벤투스            |
| 1998-99   | 데이비드 베컴       | 맨체스터 유나이티드 |
| 1999-2000 | 가이스카 멘디에타   | 발렌시아            |
| 2000-01   | 가이스카 멘디에타   | 발렌시아            |
| 2001-02   | 미하엘 발라크       | 레버쿠젠            |
| 2002-03   | 파벨 네드베트       | 유벤투스            |
| 2003-04   | 데쿠                | 포르투              |
| 2004-05   | 카카                | AC 밀란             |
| 2005-06   | 데쿠                | 바르셀로나          |
| 2006-07   | 클라렌서 세이도르프 | AC 밀란             |
| 2007-08   | 프랭크 램퍼드       | 첼시                |
| 2008-09   | 사비 에르난데스     | 바르셀로나          |
| 2009-10   | 베슬레이 스네이더르 | 인테르나치오날레    |
| 2016-17   | 루카 모드리치       | 레알 마드리드       |
| 2017-18   | 루카 모드리치       | 레알 마드리드       |

### 최우수 공격수상
| 시즌      | 이름                | 클럽                |
| --------- | ------------------- | ------------------- |
| 1997-98   | 호나우두            | 인테르나치오날레    |
| 1998-99   | 안드리 셰우첸코     | 디나모 키예프       |
| 1999-2000 | 라울 곤살레스       | 레알 마드리드       |
| 2000-01   | 라울 곤살레스       | 레알 마드리드       |
| 2001-02   | 라울 곤살레스       | 레알 마드리드       |
| 2002-03   | 뤼트 판 니스텔로이  | 맨체스터 유나이티드 |
| 2003-04   | 페르난도 모리엔테스 | AS 모나코           |
| 2004-05   | 호나우지뉴          | 바르셀로나          |
| 2005-06   | 사뮈엘 에토         | 바르셀로나          |
| 2006-07   | 카카                | AC 밀란             |
| 2007-08   | 크리스티아누 호날두 | 맨체스터 유나이티드 |
| 2008-09   | 리오넬 메시         | 바르셀로나          |
| 2009-10   | 디에고 밀리토       | 인테르나치오날레    |
| 2016-17   | 크리스티아누 호날두 | 레알 마드리드       |
| 2017-18   | 크리스티아누 호날두 | 레알 마드리드       |

### 최우수 감독상
| 시즌      | 이름                            | 클럽                 |
| --------- | ------------------------------- | -------------------- |
| 1997-98   | 마르첼로 리피                   | 유벤투스             |
| 1998-99   | 알렉스 퍼거슨                   | 맨체스터 유나이티드  |
| 1999-2000 | 엑토르 쿠페르                   | 발렌시아 CF          |
| 2000-01   | 오트마어 히츠펠트               | 바이에른 뮌헨        |
| 2001-02   | 비센테 델 보스케                | 레알 마드리드        |
| 2002-03   | 카를로 안첼로티 조제 모리뉴     | AC 밀란 포르투       |
| 2003-04   | 조제 모리뉴 라파엘 베니테스     | 포르투 발렌시아      |
| 2004-05   | 라파엘 베니테스 발레리 가자예프 | 리버풀 CSKA 모스크바 |
| 2005-06   | 프랑크 레이카르트 후안데 라모스 | 바르셀로나 세비야    |

- UEFA 최우수 감독상은 2005-06 시즌을 끝으로 폐지됨.

## 같이 보기
- UEFA 올해의 팀
- UEFA 올해의 클럽 축구 선수
- UEFA 올해의 선수